# Johan Pfeiffer
Johan Pfeiffer, född 1731, död 1806, var en svensk läkare och publicist.
Pfeiffer blev student vid Uppsala universitet 1744, filosofie magister vid Greifswalds universitet 1756 och medicine doktor 1757. Han var sjukhusläkare vid svenska armén under Pommerska kriget och verkade som tjänsteläkare i Stockholm 1762-1772. 1771 inköpte Pfeiffer direktör Wilhelm Mommas tryckeri, från vilket han utgav Dagligt Allehanda till 1802, då han sålde tryckeriet.